# Ivy Mike

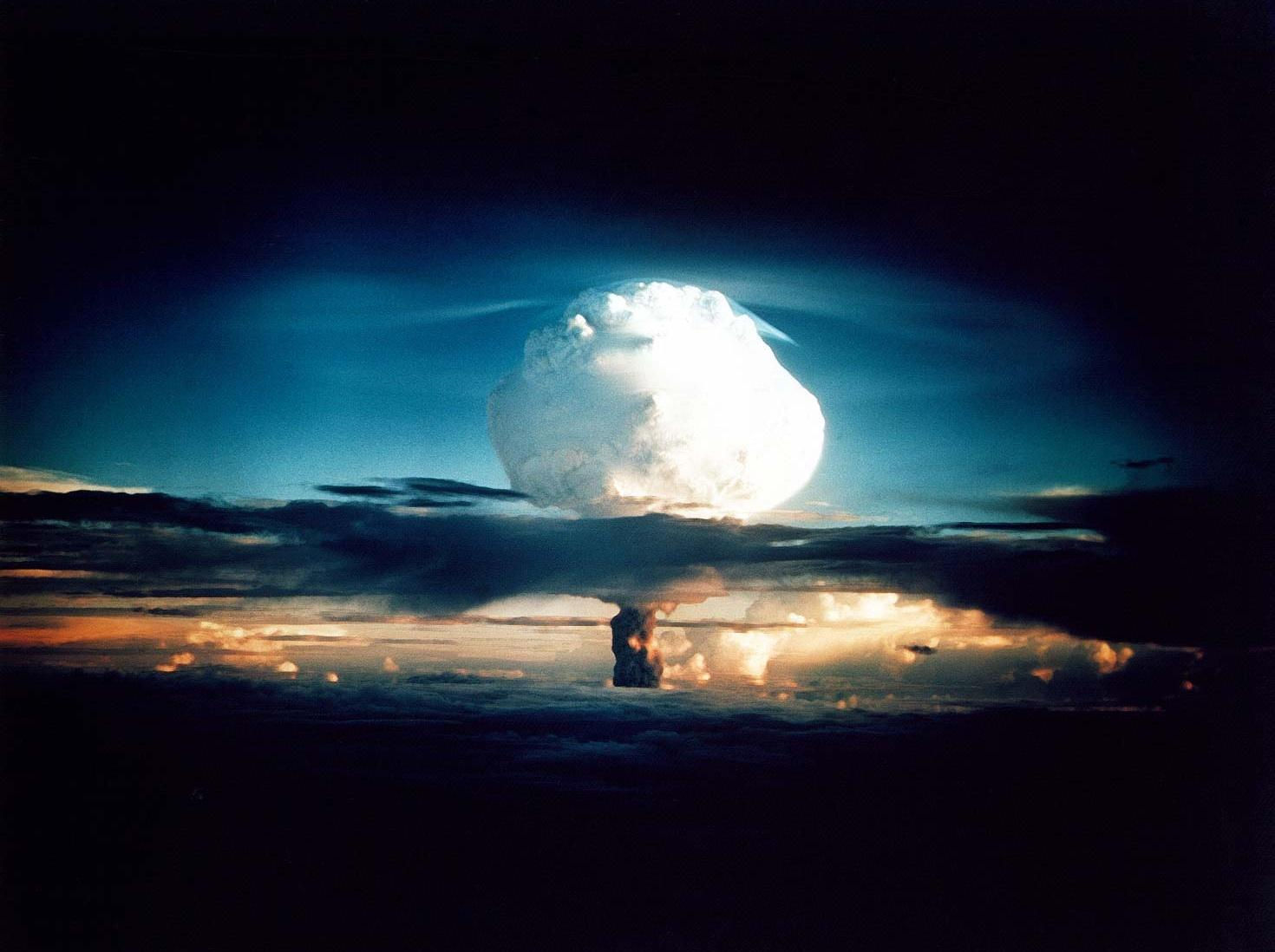
Testul Ivy Mike

Ivy Mike a fost primul test al unui dispozitiv de fuziune nucleară unde o parte semnificativă din energia detonării a provenit din fuziune. A fost primul test al modelului Teller-Ulam, fiind considerat primul test reușit al unei bombe cu hidrogen. Combustibilul folosit a fost de tip criogenic lichid (deuteriu-tritiu). Testul a avut loc pe 1 noiembrie 1952.